# Злочинна бездіяльність
Злочинна бездіяльність — суспільно небезпечна поведінка особи, що виявляється в ухиленні від дій, які вона повинна була і могла здійснити в силу закону чи взятого на себе зобов'язання.

Бездіяльність прирівнюється до дії, коли існує особливий обов'язок діяти, що випливає із закону або договору, або коли винний своєю попередньою дією або бездіяльністю піддав небезпеці юридично захищене право.
Обов'язок діяти можуть породжувати такі юридичні чинники:

Нормативний акт
- Закон або інший обов'язковий для особи нормативний акт (інструкція, правила техніки безпеки) може покладати обов'язок вчинити певні дії (прикладом може бути військовий обов'язок, обов'язок зі сплати податків та ін.)

Вирок суду
- Вирок або інше рішення суду є обов'язковим для виконання, злісне невиконання такого рішення, як правило, є злочинним.

Родинні та інші взаємини
- Батьки, опікуни та інші особи, які добровільно взяли на себе обов'язок надавати допомогу людині, не здатної подбати про себе в силу будь-яких обставин, несуть відповідальність за невиконання цього обов'язку. Наприклад, мати, яка залишила свою новонароджену дитину на кілька днів в закритій колясці без води і їжі, в результаті чого настала її смерть, буде нести відповідальність за вбивство.

Професійний, службовий, договірний обов'язок
- Особи деяких професій (лікарі, співробітники правоохоронних органів) повинні в екстрених випадках виконувати свої обов'язки навіть у позаробочий час. В інших випадках відповідальність буде наступати лише за бездіяльність в той період, коли особа повинна перебувати на робочому місці. Відповідальність також може наступати за невиконання обов'язків, що випливають з трудового чи іншого цивільно-правового договору (невиплата заробітної плати, неналежне зберігання майна).

Обумовленість небезпечного стану попередніми діями особи
- У разі, якщо особа сама своїми діями поставило об'єкти охорони кримінального права в небезпеку заподіяння шкоди, вона несе відповідальність за можливі наслідки.